# Nargis Dutt
Nargis Dutt (właśc. Fatima Rashid) (ur. 1 czerwca 1929 w Kalkucie, zm. 3 maja 1981 w Bombaju) – indyjska aktorka.
Urodziła się jako Fatima Rashid. Była córką indyjskiej piosenkarki, aktorki i tancerki Jaddanbai oraz pendżabskiego bramina Mohanchanda Uttamchanda (po przejściu na islam przyjął imię Abdul Rashid).  Nargis w świat filmu weszła w bardzo młodym wieku, debiutując w 1935 w produkcji Talashe Haq. Do jej najbardziej znanych filmów należą Andaaz i Włóczęga, w których wystąpiła obok gwiazdy indyjskiego kina Raja Kapoora. W 1958 roku zagrała w nominowanym do Oscara filmie Mother India. Na planie filmowym poznała aktora Sunila Dutta, z którym 11 marca 1958 roku związała się węzłem małżeńskim. Mieli troje dzieci: Sanjaya, Namratę i Priyę. Zmarła na raka trzustki 3 maja 1981.